# نونم ایکوا (آلاسکا)
نونم ایکوا (به انگلیسی: Nunam Iqua) شهری در ناحیه سرشماری وید همپتون، آلاسکا ایالت آلاسکا است که جمعیت آن در سرشماری سال ۲۰۰۰ میلادی ۱۶۴ نفر بوده‌است.